# Simpasai (Woja)
Simpasai is een bestuurslaag in het regentschap Dompu van de provincie West-Nusa Tenggara, Indonesië. Simpasai telt 7690 inwoners (volkstelling 2010).